# Monterey (Luizjana)
Monterey – jednostka osadnicza w Stanach Zjednoczonych, w stanie Luizjana, w parafii Concordia.